# Ходинский сельский совет (Глуховский район)
Ходинский сельский совет (укр. Ходинська сільська рада) — входит в состав
Глуховского района
Сумской области
Украины.
Административный центр сельского совета находится в 
с. Ходино
.

## Населённые пункты совета
- с. Ходино
- с. Гудово
- с. Волковка